# Гігантський азійський шершень
Гігантський азійський шершень (Vespa mandarinia), включно з підвидами гігантський японський шершень (Vespa mandarinia japonica), в просторіччі відомий як шершень-вбивця, — найбільший вид шершнів у світі (довжина досягає 5 см), мешканець помірного і тропічного поясів Східної Азії. Вони переважно живуть у низькогірних та лісистих місцевостях, майже повністю уникають рівнинних та високогірних кліматичних зон. 

## Опис

### Трутні
Трутні (самці), схожі на самок, але без жала. Що відповідає характеристикам перетинчастокрилих.

## Географічне розповсюдження

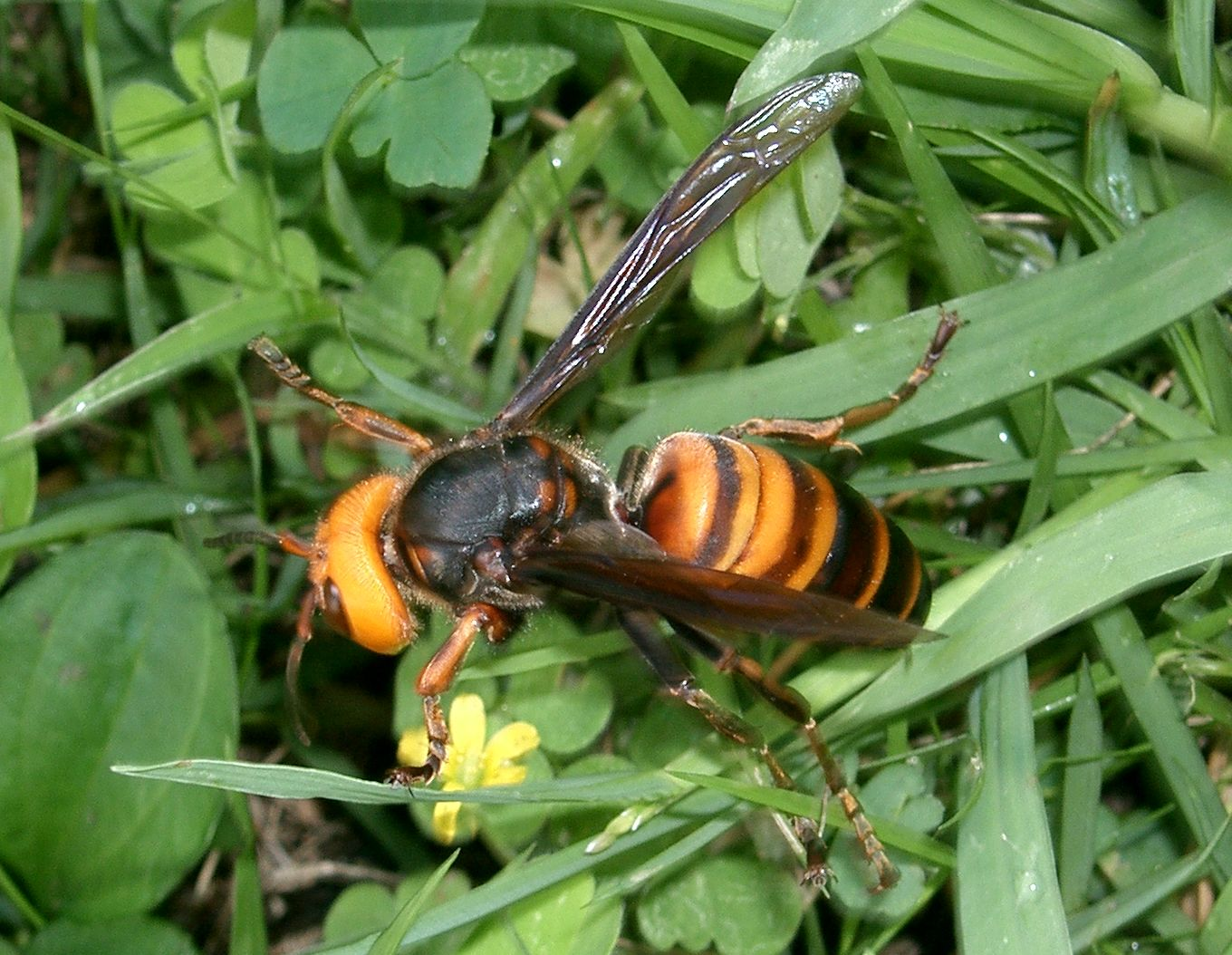
Гігантський азійський шершень

Виявлено у Приморському Краї Російської Федерації, США, Кореї (де їх називають 장수말벌; «Командирська оса»), Китаї, Тайвані (де їх називають 虎頭蜂; «тигроголова бджола»), Індокитаї, Таїланді, Непалі, Індії, В'єтнамі та Шрі-Ланці, але найбільш поширені в сільських районах Японії, де їх називають гігантська бджола-горобець (大雀蜂 або オオスズメバチ).

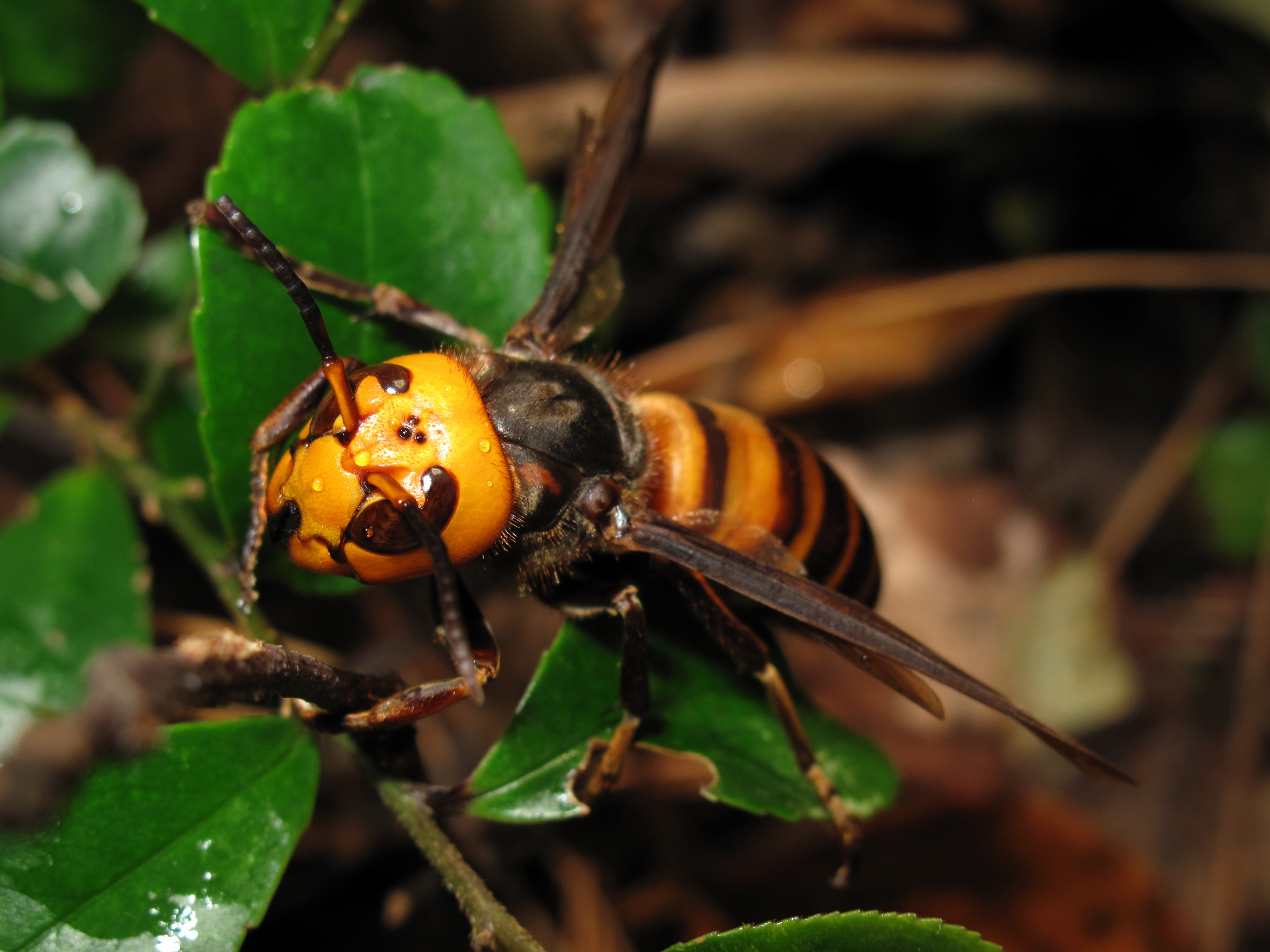
Гігантський азійський шершень

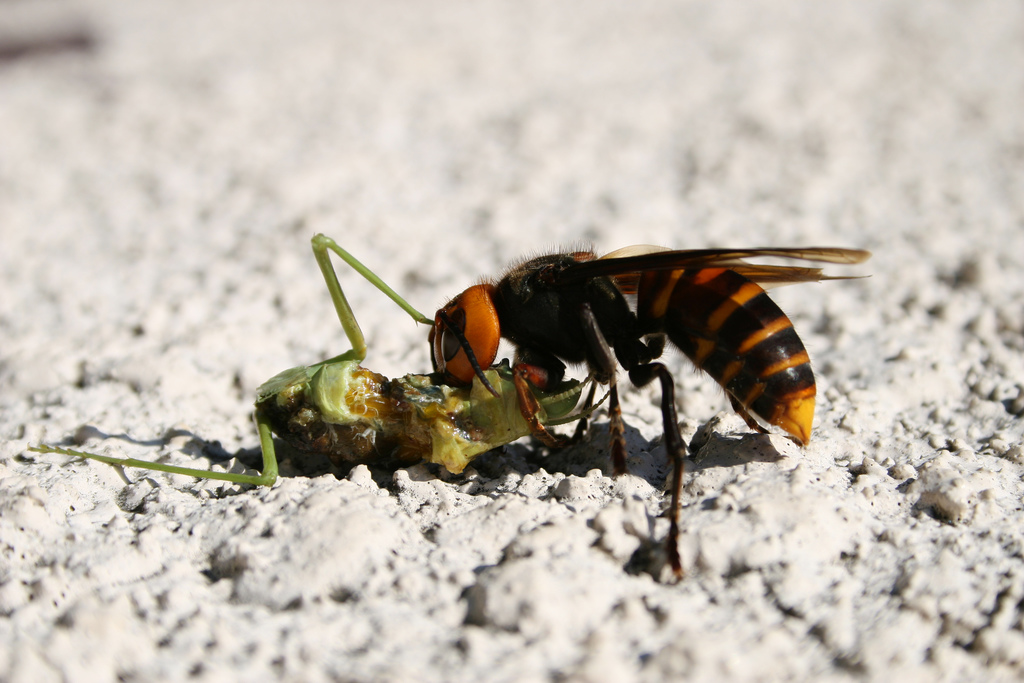
Гігантський азійський шершень поїдає богомола.

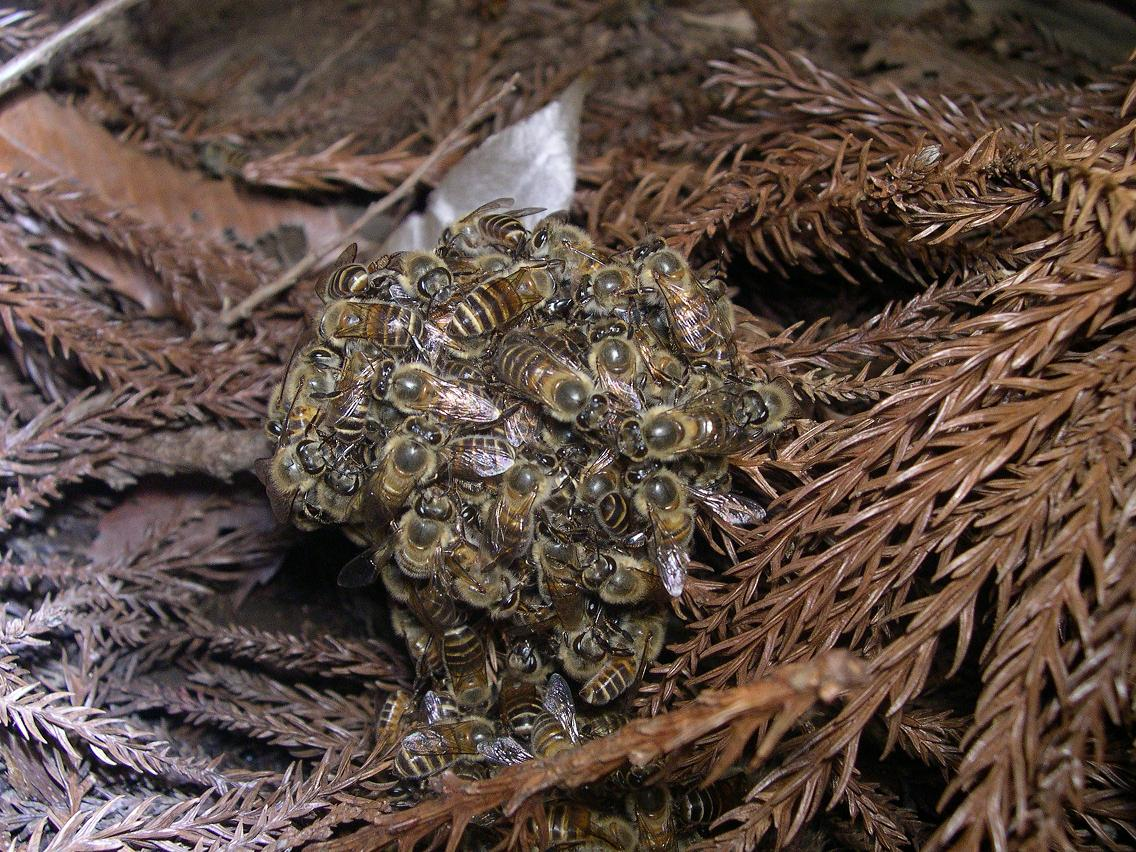
Оборонна куля японських медоносних бджіл (Apis Cerana японська), в яку охоплено двох шершнів (Vespa simillima xanthoptera), що робить їх недієздатними. Бджоли підвищують їх температуру, що врешті-решт вбиває шершнів. Цей вид захисту також використовується проти гігантського шершня.

## Наслідки укусу
Vespa mandarinia мають жало довжиною майже 6 міліметрів і виробляють високотоксичну отруту, тому укус цього шершня дуже небезпечний — значно небезпечніший, ніж в інших видів шершнів. Отрути виробляється досить багато. Японський ентомолог Масато Оно, якого ужалила ця комаха, описав його так: «начебто в ногу встромили розпечений цвях».

## Підвиди
- Vespa mandarinia bellona Smith, 1871
- Vespa mandarinia mandarinia Smith, 1852
- Vespa mandarinia japonica Radoszkowski, 1857
- Vespa mandarinia magnifica Smith, 1852
- Vespa mandarinia nobilis Sonan, 1929